# Ciemna energia

Szacowany udział ciemnej energii i ciemnej materii w energii Wszechświata:
68,3% to ciemna energia,
26,8% to ciemna materia,
4,9% to międzygalaktyczny gaz oraz gwiazdy

Ciemna energia (ang. dark energy) – hipotetyczna forma energii, która wypełnia całą przestrzeń i wywiera na nią ujemne ciśnienie, przyspieszając tempo rozszerzania się Wszechświata. Jest to jedno z pojęć wprowadzonych w celu wyjaśnienia przyspieszania ekspansji kosmosu oraz problemu brakującej masy we Wszechświecie. Wyniki badań opublikowane w 2011 wydają się potwierdzać istnienie ciemnej energii.
Pomysłodawcą tego terminu jest Michael Turner.
Ciemna energia różni się istotnie od ciemnej materii – jej oddziaływanie musi mieć charakter odpychający, gdyż inaczej, wciągnięta w obręb galaktyk i gromad galaktyk, wpływałaby dynamicznie na widoczną materię. Żadnego takiego wpływu jednak nie zaobserwowano. Ponadto siła odpychająca rozwiązuje problem przyspieszonej ucieczki galaktyk. Wszystkie obecne pomiary stwierdzają, że z niewiadomego powodu Wszechświat rozszerza się coraz szybciej. Z pomiarów obecnego tempa ekspansji, przy założeniu, że ulega ona spowolnieniu, wynikałoby, że wiek Wszechświata wynosi około 13,82 mld lat. Przyspieszające tempo ekspansji Wszechświata, pozwala pogodzić obliczony wiek Wszechświata z obserwowanym wiekiem ciał niebieskich.
W 1998 roku dwie niezależne grupy badaczy, wykorzystując pomiary odległych supernowych typu Ia wykryły, że tempo ekspansji Wszechświata ulega przyspieszeniu, i to dokładnie tak, jak przewidywano. Przeprowadzone w 2003 roku nowe badania promieniowania dochodzącego z obszarów nieba o większym zagęszczeniu galaktyk dowodzą, że promieniowanie dobiegające do Ziemi ma wyższą energię (o częstotliwościach przesuniętych w kierunku niebieskiej części widma), co może być interpretowane jako przejaw działania ciemnej energii.
Istnieją liczne hipotezy na temat pochodzenia i natury ciemnej energii. W jednej rozważana jest energia próżni, w innej nieznane pole sił (pole kwantowe zwane kwintesencją).
Dwiema zaproponowanymi formami ciemnej energii są stała kosmologiczna i kwintesencja.
Pierwsza z nich jest statyczna, druga dynamiczna. Rozróżnienie pomiędzy tymi dwiema formami wymaga bardzo dokładnych pomiarów ekspansji Wszechświata, które dałyby obraz zmiany tempa ekspansji z czasem. Obecnie jest to jedno z czołowych zadań kosmologii obserwacyjnej.
Używając stałej kosmologicznej w modelu standardowej teorii kosmologii (metryka FLRW) otrzymuje się obecnie dominujący model kosmologiczny, znany jako convergence model czy Model Lambda-CDM, pomimo że aspekt CDM, tzn. że ciemna materia jest zimna, jest mniej testowany niż aspekty geometryczne.
Hipoteza istnienia ciemnej energii nie jest jak dotąd powszechnie zaakceptowana w środowisku astrofizyków. Część teoretyków uważa, że niewyjaśnione dotąd przyspieszenie rozszerzania się Wszechświata wynika z niedokładności grawitacyjnej części ogólnej teorii względności, którą uznaje się jako ekstrapolację teorii grawitacji, zgodnej z danymi eksperymentalnymi z Układu Słonecznego. Jednakże wszystkie dotychczasowe próby korygowania ogólnej teorii względności są albo matematycznie tożsame z teorią kwintesencji, albo nie zgadzają się z obserwacjami.

## Przesłanki obserwacyjne
Oprócz coraz dokładniejszych danych z przeglądów supernowych typu Ia, na istnienie przyspieszonej ekspansji Wszechświata wskazują również obserwacje:
- mikrofalowego promieniowania tła,
- gromad galaktyk,
- wielkoskalowej struktury Wszechświata,
- soczewkowania grawitacyjnego.

Rozkład i amplitudy maksimów w widmie mocy oscylacji akustycznych mikrofalowego promieniowania tła potwierdzają z dobrą dokładnością, że Wszechświat jest płaski, tzn. suma gęstości masy-energii w stosunku do gęstości krytycznej wynosi 1. Z kolei sama gęstość materii, włączając bariony oraz ciemną materię, wynosi jedynie około 30% gęstości krytycznej, na co wskazują obserwacje barionowych oscylacji akustycznych i rozkładu struktur wielkoskalowych, a zatem gęstość ciemnej energii musi stanowić pozostałe 70%. Należy podkreślić, że wynik ten otrzymuje się, dopasowując skomplikowany model kosmologiczny, mający niemal 20 swobodnych parametrów. Wynik ten jest jednak całkowicie niezależny od wyniku obserwacji supernowych.
Przeglądy gromad galaktyk również umożliwiają określenie pewnych ograniczeń na historię ekspansji Wszechświata, ponieważ rozkład ich przesunięć ku czerwieni i rozkład mas (inaczej mówiąc, prawdopodobieństwo, że gromada o danej masie i przesunięciu ku czerwieni zostanie zaobserwowana) jest funkcją parametrów kosmologicznych. Obserwablami w tym wypadku mogą być jasność rentgenowska gromady, a także efekt Suniajewa-Zeldowicza.
Pomiar rozkładu ciemnej materii i jej ewolucji w czasie jest możliwy ponadto dzięki zjawisku słabego soczewkowania grawitacyjnego, które polega na zniekształcaniu obrazów odległych galaktyk wskutek zakrzywienia ich światła przy przechodzeniu przez wielkoskalową strukturę. Potencjalnym uzupełnieniem tej metody może być pomiar słabego soczewkowania anizotropii mikrofalowego promieniowania tła.
Dodatkowo, do opracowania dokładniejszego diagramu Hubble’a, oprócz supernowych typu Ia, jako świece standardowe proponowane są również błyski gamma, a także fale grawitacyjne emitowane przez układy podwójne zlewających się gwiazd neutronowych i czarnych dziur – jako tzw. „standardowe syreny”.

## Inne hipotezy
W 2008 Timothy Clifton, Pedro G. Ferreira i Kate Land z Uniwersytetu Oksfordzkiego zaproponowali inną hipotezę wyjaśniającą przyspieszanie ekspansji kosmosu oraz problem „brakującej masy” we Wszechświecie. Ich zdaniem powyższe problemy mogą być wyjaśnione przy założeniu, że Ziemia znajduje się w „specjalnym” czy „wyjątkowym” miejscu we Wszechświecie, gdzie gęstość materii jest znacznie niższa niż w pozostałych częściach kosmosu. Takie założenie jest jednak sprzeczne z postulatami zasady kopernikańskiej i kosmologicznej. Według opublikowanej w grudniu 2008 pracy Can We Avoid Dark Energy?, analizującej informacje o mikrofalowym promieniowaniu tła pochodzące między innymi z obserwacji satelity Wilkinson Microwave Anisotropy Probe, zaproponowany model „szwajcarskiego sera” nie ma podstaw obserwacyjnych i Ziemia najprawdopodobniej nie znajduje się w żadnym specjalnym czy „uprzywilejowanym” miejscu w Kosmosie. Do podobnego wniosku doszli naukowcy NASA analizujący dane z teleskopu Hubble’a.